# Fernando Sánchez Cipitria
Fernando Sánchez Cipitria (Madrid, 12 settembre 1971) è un allenatore di calcio ed ex calciatore spagnolo, di ruolo centrocampista, tecnico dello Xinjiang Silu Xiongying.